# À cause de l'automne
À cause de l'automne è un singolo della cantante francese Alizée, pubblicato nel 2012 ed estratto dall'album 5.

## Tracce
- Download digitale

1. À cause de l'automne – 3:55